# Largus humilis
Largus humilis är en insektsart som först beskrevs av Dru Drury 1782.  Largus humilis ingår i släktet Largus och familjen Largidae. Inga underarter finns listade i Catalogue of Life.